# Élections législatives de 1956 en Indre-et-Loire
Les élections législatives françaises de 1956 se tiennent le 2 janvier. Ce sont les dernières élections législatives de la Quatrième république, après les élections de novembre 1946 et de juin 1951.

## Mode de scrutin
L'Assemblée nationale est composée de 626 sièges pourvus au scrutin proportionnel plurinominal suivant la règle de la plus forte moyenne dans le cadre départemental, sans panachage.
Le vote préférentiel est admis, en inscrivant un numéro d'ordre en face du nom d'un, de plusieurs ou de tous les candidats de la liste. Mais l'ordre ne pourra être modifié que si au moins la moitié des suffrages portés sur la liste est numéroté. Dans les faits les modifications ne dépasseront jamais les 7%.
La loi électorale du 7 mai 1951, dite loi des apparentements, reste en vigueur. Elle permet à la base une répartition des sièges à la représentation proportionnelle dans le département, mais si des listes « apparentées » avant le déroulement du scrutin obtiennent ensemble une majorité absolue de suffrages exprimés, elles reçoivent directement tous les sièges à pourvoir.
Dans le département d'Indre-et-Loire, cinq députés sont à élire.

## Élus
| Député sortant | Parti | Parti   | Député élu ou réélu           | Parti | Parti        |
| -------------- | ----- | ------- | ----------------------------- | ----- | ------------ |
| Jean Meunier   |       | SFIO    | Jean Meunier                  |       | SFIO         |
| André Quénard  |       | SFIO    | Madeleine Boutard             |       | PCF          |
| Pierre Souquès |       | Rad-soc | Lionel Cottet →Pierre Souquès |       | UFF →Rad-soc |
| Joannès Dupraz |       | MRP     | Joannès Dupraz                |       | MRP          |
| Jacques Vassor |       | CNIP    | Jacques Vassor                |       | CNIP         |

## Résultats

### Résultats à l'échelle du département
- Un apparentement de type Front Républicain est concrétisé entre les listes SFIO et Rad-soc.
- Un autre est conclu en soutien à la majorité sortante, entre les listes MRP, CNIP-ARS, Rép. soc et RGR.
- Un dernier apparentement regroupe les trois listes poujadistes.

Ce dernier sera déclaré invalide en février par l'Assemblée, ce qui fera perdre son siège à Lionel Cottet, mais permettra à Pierre Souquès (Rad-soc) de garder son siège au parlement.
| Parti    | Parti         | Tête de liste     | Résultats | Résultats | Appar. | Appar. | Sièges |
| Parti    | Parti         | Tête de liste     | Voix      | %         | Voix   | %      | Nb.    |
| -------- | ------------- | ----------------- | --------- | --------- | ------ | ------ | ------ |
|          | MRP           | Joannès Dupraz    | 49 975    | 27,10     | 19 683 | 10,67  | 1      |
|          | CNIP-ARS      | Jacques Vassor    | 49 975    | 27,10     | 16 164 | 8,76   | 1      |
|          | Rép. soc      | Joseph Leccia     | 49 975    | 27,10     | 11 214 | 6,08   | -      |
|          | RGR           | Jean Bellezane    | 49 975    | 27,10     | 2 914  | 1,58   | -      |
|          | SFIO          | Jean Meunier      | 49 270    | 26,71     | 28 433 | 15,42  | 1 1    |
|          | Rad-soc       | Pierre Souquès    | 49 270    | 26,71     | 20 837 | 11,30  | - 1    |
|          | PCF           | Madeleine Boutard | 43 531    | 23,60     | -      | -      | 1 1    |
|          | UFF           | Lionel Cottet     | 36 626    | 19,86     | 20 274 | 10,99  | 1 1    |
|          | Déf. int agri | André Précigoux   | 36 626    | 19,86     | 10 601 | 5,75   | -      |
|          | Act° civ.     | Guy Dinet         | 36 626    | 19,86     | 5 751  | 3,12   | -      |
|          | PRP           | Mr Bittner        | 2 581     | 1,40      | -      | -      | -      |
|          |               |                   |           |           |        |        |        |
| Inscrits | Inscrits      | Inscrits          | 233 574   | 100,00    |        |        | 5      |
| Votants  | Votants       | Votants           | 192 652   | 82,48     |        |        |        |
| Exprimés | Exprimés      | Exprimés          | 184 444   | 95,74     |        |        |        |